# Stéphane Wrembel

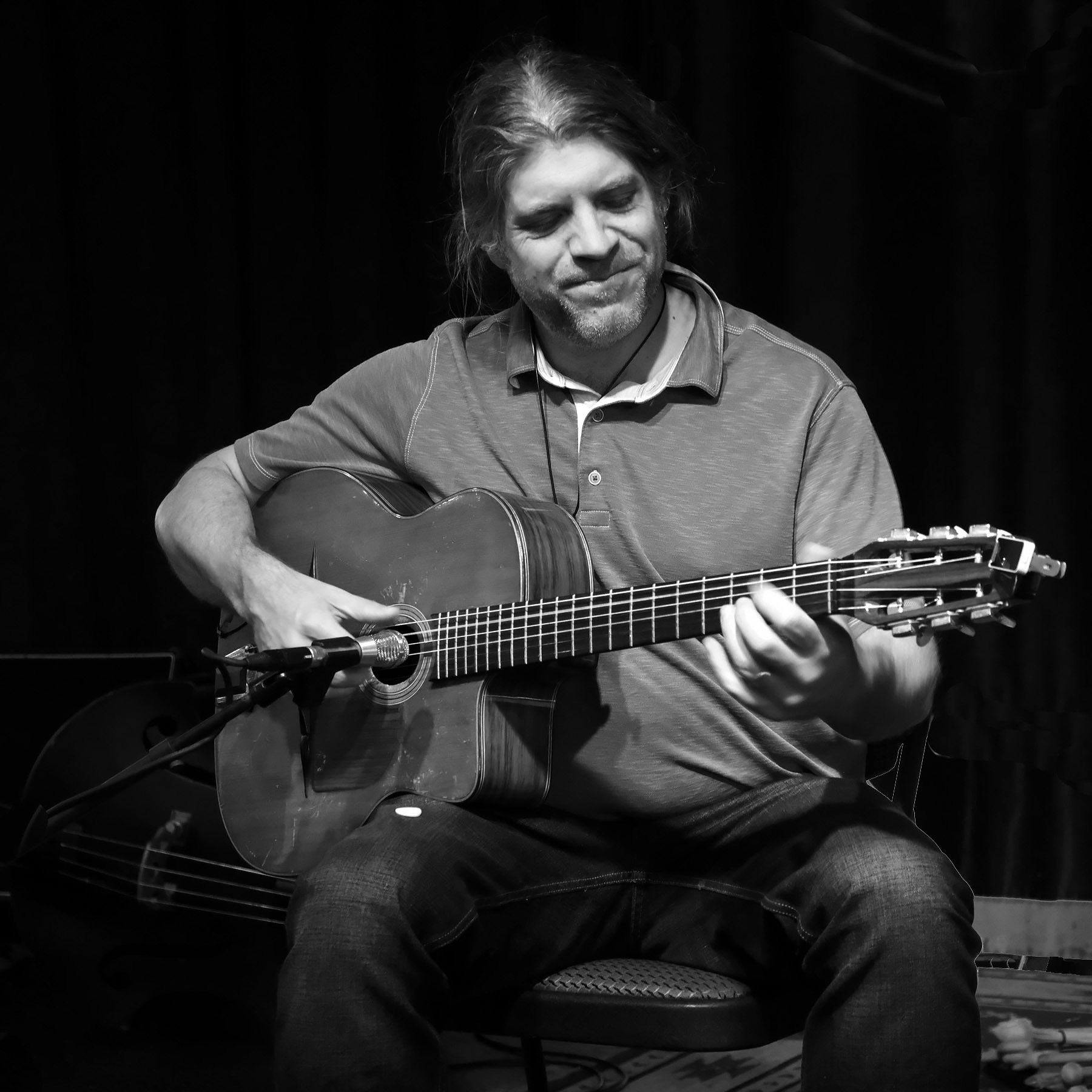
Stéphane Wrembel (2017)

Stéphane Wrembel (* 27. Februar 1974 in Paris) ist ein französischer Jazzmusiker (Gitarre, Komposition), der heute in New Jersey lebt und auch für den Film arbeitet.

## Leben und Wirken
Wrembel, der in Fontainebleau aufwuchs, begann im Alter von vier Jahren mit dem klassischen Klavierspiel und erhielt zwölf Jahre lang Unterricht. Im Alter von 15 Jahren begann er, E-Gitarre zu spielen. Er spielte in Coverbands Stücke von Jimi Hendrix, Led Zeppelin oder Joe Satriani, bevor er Django Reinhardt entdeckte. Er begann an der American School of Modern Music in Paris ein Studium der Jazz-Komposition. Nachdem er Christophe Lartilleux’ Band Latcho Drom gehört hatte, nahm er Unterricht bei Serge Krief, Moreno Winterstein und Angelo Debarre. Nach seinem Abschluss an der American School of Modern Music erhielt er ein Stipendium für ein Studium am Berklee College of Music in Boston, das er 2002 absolvierte.
Im selben Jahr erschien sein Debütalbum, Introducing Stephane Wrembel, das positive Kritiken erhielt. Gypsy Rumble, das 2005 mit Gästen wie David Grisman erschien, und Barbes-Brooklyn im Jahr 2006 wurden ebenfalls positiv bei der Kritik aufgenommen. Woody Allen verwendete Big Brother; einen Track des Albums in seinem 2008 entstandenen Film Vicky Cristina Barcelona. Wrembels viertes Album, Terre des Hommes, erschien im selben Jahr. 2011 schrieb er den Walzer Bistro Fada  für Allens Midnight in Paris. Auch schrieb er die Titelsongs für Jackrabbit Sky von Andrew Bergmann und für Swing Goodbye Baby von Daniel Schechter. Zwischen 2016 und 2020 entstand seine Albenreihe The Django Experiment; auch nahm er das Soloalbum Django l’impressioniste auf, das durch ein gleichnamiges Buch (2021) mit Transkriptionen von Solos von Django Reinhardt begleitet wurde. 2021 verfasste er die Musik für Allens Filmkomödie Rifkin’s Festival.
Wrembel spielte im Lincoln Center und auf dem High Sierra Music Festival, dem Berkshire Mountain Festival, dem Whistler International Music Festival und dem von ihm geschaffenen jährlichen Django à Go-Go Festival, wo er und andere von Reinhardt beeinflusste Musiker Gypsy-Jazz interpretieren.
Im Jahr 2005 veröffentlichte er eine Gitarrenmethode im Stil der Gypsy Jazz Guitar.